# CHMP5
CHMP5 (англ. Charged multivesicular body protein 5) – білок, який кодується однойменним геном, розташованим у людей на короткому плечі 9-ї хромосоми. Довжина поліпептидного ланцюга білка становить 219 амінокислот, а молекулярна маса — 24 571.
| 10         |  | 20         |  | 30         |  | 40         |  | 50         |
| ---------- |  | ---------- |  | ---------- |  | ---------- |  | ---------- |
| MNRLFGKAKP |  | KAPPPSLTDC |  | IGTVDSRAES |  | IDKKISRLDA |  | ELVKYKDQIK |
| KMREGPAKNM |  | VKQKALRVLK |  | QKRMYEQQRD |  | NLAQQSFNME |  | QANYTIQSLK |
| DTKTTVDAMK |  | LGVKEMKKAY |  | KQVKIDQIED |  | LQDQLEDMME |  | DANEIQEALS |
| RSYGTPELDE |  | DDLEAELDAL |  | GDELLADEDS |  | SYLDEAASAP |  | AIPEGVPTDT |
| KNKDGVLVDE |  | FGLPQIPAS  |  |            |  |            |  |            |

A: Аланін

C: Цистеїн

D: Аспарагінова кислота

E: Глутамінова кислота

F: Фенілаланін

G: Гліцин

I: Ізолейцин

K: Лізин

L: Лейцин

M: Метіонін

N: Аспарагін

P: Пролін

Q: Глутамін

R: Аргінін

S: Серин

T: Треонін

V: Валін

Кодований геном білок за функцією належить до фосфопротеїнів. 
Задіяний у таких біологічних процесах, як транспорт, транспорт білків, альтернативний сплайсинг. 
Локалізований у цитоплазмі, мембрані, ендосомах.